# 绒果梭罗
绒果梭罗（学名：Reevesia tomentosa），为梧桐科梭罗树属下的一个植物种。